# Gemeiner Weiß-Täubling
Der Gemeine Weiß-Täubling (Russula delica), auch Breitblättriger Weiß-Täubling und Blaublättriger Weißtäubling genannt, ist ein Pilz aus der Familie der Täublingsverwandten (Russulaceae). Das lateinische Epitheton delica bedeutet „abgestillt“ und ist eine Anspielung auf die bei Feuchtigkeit tränenden Lamellen.

## Merkmale

### Makroskopische Merkmale
Der Hut ist meist zwischen 5 und 16 cm breit, kann aber auch mehr als 20 cm breit werden. Somit zählt der Breitblättrige Weiß-Täubling zu den größten Täublingen. Sein Hut entwickelt sich schon in der Erde. Wenn er den Boden durchstößt, ist er schon deutlich abgeflacht und in der Mitte niedergedrückt. Daher belädt sich der Hut stets mit Erde, Laub und kleinen Ästchen, weshalb man den Breitblättrigen Weiß-Täubling im Volksmund auch Erdschieber nennt. Im Alter ist sein Hut deutlich trichterförmig vertieft, so dass sein äußeres Erscheinungsbild stark an die großen weißen Milchlinge der Gattung Lactifluus, beispielsweise den Wolligen Milchling (Lactifluus vellereus), erinnert, mit denen der Pilz auch verwandt ist. Sein Hut ist schmutzig weiß und dunkelt im Alter nach und wird dann oft ocker-bräunlich. Der Rand ist glatt und bleibt lange eingerollt, die Oberfläche ist anfangs oft fein-filzig, dann glatt, später oft runzelig oder grubig.
Die Lamellen sind weiß und tränen bei Feuchtigkeit. Sie sind jung angewachsen und später am Stiel herablaufend und stehen anfangs ziemlich dicht, später oft auch sehr entfernt. Sie sind mehr oder weniger gegabelt und unregelmäßig untermischt. Das Sporenpulver ist weiß bis cremeweiß.
Der feste weiße Stiel ist kurz und stämmig, etwa 2–6 cm lang und 2–4 cm breit.
Das Fleisch ist weiß und behält die Farbe auch nach dem Anschneiden oder Brechen. Es ist ausgesprochen fest und spröde, riecht jung angenehm fruchtig, im Alter aber oft unangenehm fisch- oder wanzenartig und hat einen milden bis schärflichen Geschmack.

### Mikroskopische Merkmale
Die Sporen sind breit elliptisch und 8–12 µm lang sowie 7–9 µm breit. Die Warzen sind 0,5–1,5 µm hoch, stehen oft in Ketten oder sind gelegentlich durch feine Linien, seltener auch netzartig verbunden.
Die Huthaut-Zystiden sind wurmartig bis eng zylindrisch und reagieren kaum mit Sulfovanillin. An den Lamellenschneiden stehen sie sehr dicht und an den Lamellenflächen in großer Zahl. Sie sind spindelförmig und besitzen oft eine wie aufgesetzte Spitze. Mit Sulfovanillin reagieren sie stark.

## Artabgrenzung
Der Schmalblättrige Weiß-Täubling (Russula chloroides) sieht dem Gemeinen Weiß-Täubling zum Verwechseln ähnlich. Er besitzt engerstehende und schmalere Lamellen. Die Lamellen haben manchmal einen mehr oder weniger starken grünlichen Schimmer, was in dem Art-Epitheton chloroides zum Ausdruck kommt. Zusätzlich oder stattdessen kann auch eine bläuliche, ringförmige Zone am Stielansatz ausgebildet sein.
Sehr ähnlich sind auch der Gelbsporige Täubling (Russula flavispora) und der Gelbblättrige Täubling (Russula pallidospora), beide haben mehr oder weniger gelbliche Lamellen und ein cremefarbenes oder gelbliches Sporenpulver.
Eine große Ähnlichkeit hat auch der Wollige Milchling (Lactarius vellereus) und andere Milchlinge aus der Sektion Alberti, die aber leicht daran zu erkennen sind, dass sie bei Verletzung einen weißen Milchsaft ausscheiden.

## Ökologie
Der Gemeine Weiß-Täubling ist vor allem in wärmeliebenden Laubwäldern, in erster Linie in lichten Buchen- und Eichen-Hainbuchenwäldern zu finden. Weiterhin ist er bei Lichtungen, Waldrändern sowie in Parks und Gärten anzutreffen. Der Pilz besiedelt recht trockene bis mäßig frische, flach- bis mittelgründige Braunerden, die mehr oder weniger neutral bis alkalisch sowie mehr oder weniger basenreich, vor allem calciumhaltig sind. Diese Böden sind generell schwer, auflage- und humusarm und oft oberflächlich verdichtet. Das Grundgestein ist Kalk, Mergel, Basalt und andere basisch verwitterte Ausgangsgesteine. Manchmal ist er zusammen mit dem Harten Zinnober-Täubling (R. rosea) und dem Gefleckten Täubling (R. maculata) anzutreffen.
Der Gemeine Weiß-Täubling ist ein Mykorrhizapilz, der mit verschiedenen Laub- und Nadelbäumen eine symbiontische Beziehung eingehen kann. Zu seinen Symbiose-Partnern zählen Hainbuche (Carpinus), Hasel (Corylus), Weißdorn (Crataegus), Rotbuche (Fagus), Fichte (Picea), Eiche (Quercus) und Linde (Tilia). Man findet ihn in Buchen- und Buchenmischwäldern, Eichen- und Eichenmischwäldern und Tannen- und Fichtenwäldern. Er kommt sowohl im Flachland als auch im Hochgebirge auf sauren oder basischen Böden vor. Er erscheint von Juli bis Oktober.

## Verbreitung

Europäische Länder mit Fundnachweisen des Gemeinen Weiß-Täublings.
Legende:
Länder mit Fundmeldungen
Länder ohne Nachweise
keine Daten
außereuropäische Länder

Der Gemeine Weiß-Täubling ist eine holarktische Art, die in Nordasien (Israel, Kleinasien, Kaukasus, Sibirien, Kamtschatka, Russland-Fernost, Korea, Japan und Taipan), in Nordamerika, Grönland, Nordafrika (Algerien, Marokko) und fast ganz Europa vorkommt. In Europa ist der Täubling meridional bis subarktisch verbreitet. Im Süden findet man ihn von Spanien über die Balearen und Korsika bis nach Griechenland. Im Westen kommt er von Frankreich über die Beneluxstaaten bis Großbritannien einschließlich der Hebriden vor. In Nordeuropa findet man den Täubling auf Island, Spitzbergen und den Färöer-Inseln und bis nach Lappland hinein in ganz Fennoskandinavien. Im Osten reicht sein Verbreitungsgebiet bis nach Russland und Belarus.
In Nord- und Mittelamerika ist der Gemeine Weiß-Täubling selten und wird meist durch Russula brevipes vertreten, einer ähnlichen Art, die in Europa nicht vorkommt. Dennoch findet man ihn in Kanada, den USA, Mexiko und Costa Rica.

## Systematik
Die Art hat über die Jahre hinweg sehr viele taxonomische Änderungen hinter sich. Viele Varietäten und Arten wurden von der Stammart abgetrennt. So auch der nahe verwandte Schmalblättrige Weiß-Täubling (Russula chloroides).
Der Mykologe John Burton Cleland fand eine Form in den Mount Lofty Ranges (Südaustralien) unter Eukalyptusbäumen, die er 1935 als R. delica beschrieb. Diese Form wurde 1997 durch Cheryl Grgurinovic als neue Art erkannt und als Russula marangania reklassifiziert.

### Infragenerische Systematik
Der Gemeine Weiß-Täubling ist die Typart der Untersektion Delicinae, die ihrerseits innerhalb der Sektion Plorantes (oder Lactarioides) steht. Die Vertreter dieser Sektion zeichnen sich durch ihre milchlingsähnliche Erscheinung und ihr mehr oder weniger weißes Sporenpulver aus. Wie der heute gebräuchlichere Name Lactarioides schon andeutet, stehen die Vertreter der Sektion der Gattung der Milchlinge (Lactarius) besonders nahe.

## Bedeutung
Der Gemeine Weiß-Täubling ist essbar, gilt aber als nicht sonderlich schmackhaft, da er besonders im Alter einen unangenehmen Geschmack hat, weshalb ihn einige Mykologen auch für ungenießbar halten.